# Przed deszczem
Przed deszczem (mac. Пред дождот; w polskiej telewizji wyświetlany także pod tytułem Zanim spadnie deszcz) – macedońsko-francusko-brytyjski film fabularny z 1994 roku w reżyserii Miłczo Manczewskiego, będący jego pełnometrażowym debiutem. 
Obraz zdobył główną nagrodę Złotego Lwa na 51. MFF w Wenecji, ex aequo z tajwańskim dramatem Niech żyje miłość w reżyserii Tsai Ming-lianga. Był także nominowany do Oscara za najlepszy film nieanglojęzyczny.

## Fabuła
Film składa się z trzech powiązanych ze sobą historii zatytułowanych: "Słowa", "Osoby" oraz "Obrazy".
Opowieść pierwsza rozgrywa się w prawosławnym klasztorze męskim, w którym szuka schronienia młoda Albanka Zamira, uciekająca przed macedońską grupą szukającą zemsty. Schronienie znajduje w celi mnicha Cyryla - dzięki czemu nie zostaje odnaleziona przez przeszukujących klasztor macedoński oddział. Obecność Zamiry odkrywają wieczorem przełożeni  klasztoru, co powoduje, że Cyryl musi opuścić zakon i wraz z Zamirą uciekają z zajętego nadal przez bojówkarzy klasztoru. Rodzące się uczucie dwojga młodych ludzi przerywają krewni Albanki, nie zgadzający się na jej związek z obcym. Postrzelona przez swojego brata dziewczyna umiera na rękach Cyryla.
Opowieść „Osoby” rozgrywa się w Londynie. Macedoński fotograf, powracający z wojny w Bośni, poznaje Annę. Namiętność, która rodzi się pomiędzy nimi, przerywają tragiczne w skutkach porachunki pomiędzy bałkańskimi emigrantami w jednej z kawiarni.
Opowieść trzecia - "Obrazy" - rozgrywa się w Macedonii. Do pustego i zrujnowanego domu powraca z Londynu Aleksander Kirkow. Powrót ma charakter podróży sentymentalnej, gdyż Aleksander na emigracji osiągnął wysoką pozycję zawodową (jest fotoreporterem, laureatem Nagrodą Pulitzera), a także stabilizację w życiu osobistym. Odnawia kontakty ze znajomymi z lat dziecięcych zabaw, ze szkoły, z rodziną ze strony stryja. Rodzice Aleksandra nie żyją, jego bratem jest mnich Cyryl. W tym czasie skrywane w czasach Jugosławii animozje narodowościowe przybierają formę krwawych wendett (wsie pilnowane są przez uzbrojone bojówki). Aleksander próbuje odświeżyć też młodzieńczą znajomość z Albanką Haną Chalili. Córka Hany - Zamira - w samoobronie śmiertelnie rani jednego z prawosławnych mieszkańców wsi, przez co zostaje uwięziona i oczekuje na zemstę. Aleksander, poproszony przez Hanę o pomoc, uwalnia Zamirę, ale zostaje przypadkiem trafiony przez swojego kuzyna strzelającego do dziewczyny.
Powyższe trzy nowele stanowią odrębne, samodzielne opowieści, które można powiązać ze sobą narracją i występującycmi osobami, ale powiązanie to nie jest dosłowne, nie ma między nimi pełnej łączności narracyjnej. Ostatnia scena trzeciej opowieści - tragiczna śmierć Aleksandra Kirkowa - to też początek pierwszej historii. Takim narracyjnym rondem jest też filozoficzna sentencja "Czas nie umiera, a koło nigdy nie jest okrągłe", która pojawia się na początku i na końcu filmu.

## Obsada
- Katrin Cartlidge jako Anne
- Rade Šerbedžija jako Aleksander
- Grégoire Colin jako Kirił
- Łabina Mitewska jako Zamira Halili
- Silwija Stojanowska jako Hana Halili
- Abdurrahman Shala jako Zekir
- Jay Villiers jako Nick
- Phyllida Law jako matka Anny
- Josif Josifowski jako ojciec Marko
- Kirił Ristoski jako ojciec Damjan
- Ljupczo Bresliski jako Mitre

## Nagrody
- Nagroda Argentyńskiego Stowarzyszenia Krytyków Filmowych
  - Srebrny Kondor dla najlepszego filmu zagranicznego
- Nagroda David di Donatello
  - Specjalny Dawid dla Miłczo Manczewskiego
- Nagroda Guldbagge
  - Dla najlepszego filmu zagranicznego
- Festiwal Filmowy w Sztokholmie
  - Za najlepszy debiut reżyserski
- Międzynarodowy Festiwal Filmowy w São Paulo
  - Nagroda publiczności
- 51. MFF w Wenecji
  - Złoty Lew
  - Nagroda FIPRESCI dla Miłczo Manczewskiego
  - Nagroda Pasinettiego dla Rade Serbedżiji
- 11. Warszawski Międzynarodowy Festiwal Filmowy[1]
  - Nagroda Publiczności